# Vulgata
Vulgata (latinsko za »splošno razširjena, sprejeta«, polno ime: Vulgata versio) je latinski prevod Svetega pisma s konca 4. ali začetka 5. stoletja, razen knjige Psalmov narejena iz izvirnikov (hebrejskih, aramejskih in grških) in v večini delo svetega Hieronima.
Vulgato je Tridentinski koncil označil za avtentičen prevod. Sčasoma je z razvojem tekstne kritike prišlo do mnogih ugovorov zaradi nekaterih razhajanj z besedili izvirnih jezikov. Bistvo problema je med drugimi pojasnil tudi papež Pij XII. v svoji okrožnici De afflante Spiritu:
Tedaj [v času Tridentinskega koncila] ni šlo za izvirne tekste, ampak za latinske prevode, ki so v oni dobi krožili med ljudmi. Cerkveni zbor je upravičeno določil, da gre med temi prevodi prednost tistemu, ki »ga je Cerkev z dolgotrajno rabo toliko stoletij odobrila.« Cerkveni zbor torej te odlične veljave ali, kakor jo navadno imenujejo, avtentičnosti Vulgati ni priznal predvsem iz kritičnih razlogov, ampak bolj zaradi tega, ker so jo Cerkve toliko stoletij zakonito uporabljale. Ta uporaba dokazuje, da je Vulgata, kakor jo je razumela in jo razume Cerkev, v stvareh vere in nraveh prosta vsake zmote, in sicer tako, da se sme, kot izpričuje in potrjuje Cerkev sama, v javnih razgovorih, predavanjih in pridigah navajati, ne da bi bila nevarnost za zmoto. Taka avtentičnost prvenstveno ni kritična, ampak juridična.